# Aceria macrochela
Az Aceria macrochela a pókszabásúak (Arachnida) osztályának bársonyatka-alakúak (Trombidiformes) rendjébe, ezen belül a gubacsatkafélék (Eriophyidae) családjába tartozó faj.

## Előfordulása
Az Aceria macrochela az Egyesült Királyságban közönséges és igen gyakori. Ebben az országban, főleg Leicestershire és Rutland környékén található meg nagyobb számban.

## Megjelenése
Eme apró pókszabásúfaj esetében az általa okozott gubacsot könnyebb észrevenni, mint magát az állatot. A gubacs általában magányosan ül a mezei juhar (Acer campestre) levelén. A gubacs kerek és 2-4 milliméter átmérőjű. Színezete a zöldessárgától a vörösig változik. A levél erezeteinek a szétágazásánál ül; tapintásra kemény érzésű. A gubacs belseje szőrös.

## Életmódja
Főleg a mezei juharra telepszik le. Nyáron látható.

## Képek

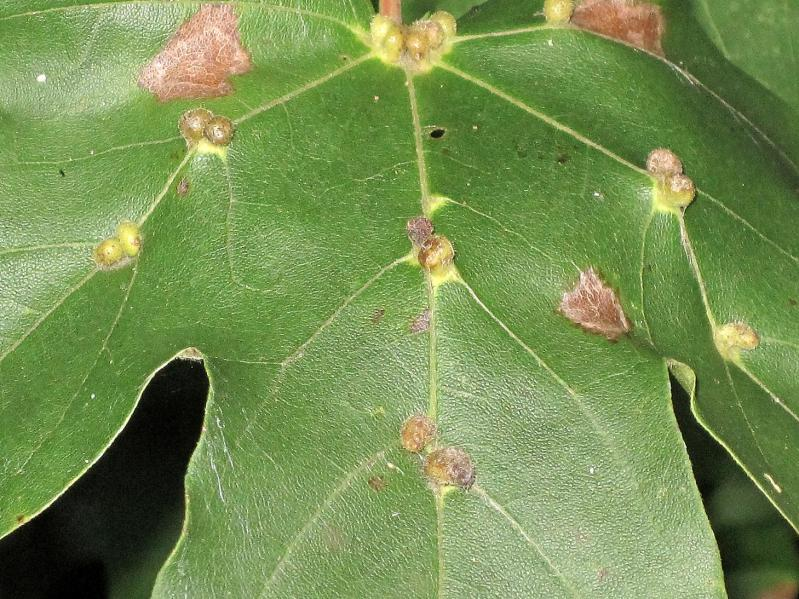
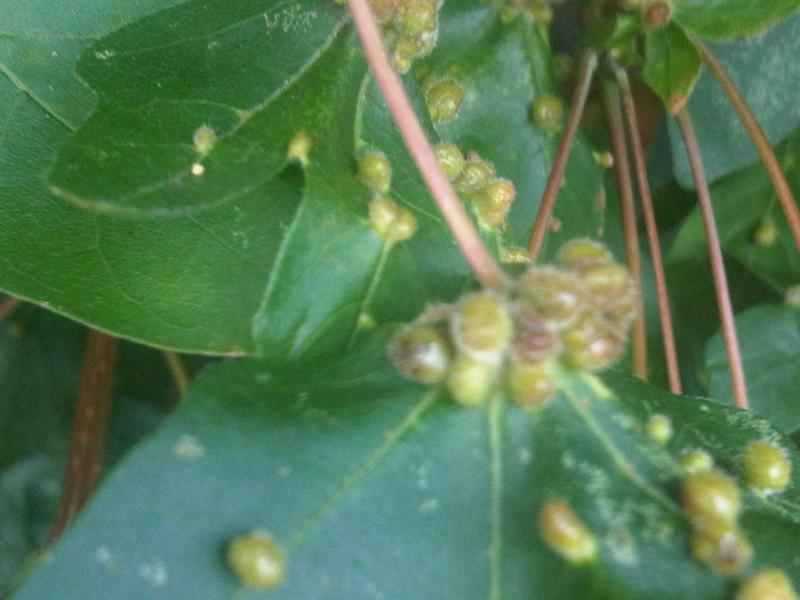